# Strike Commando
Strike Commando è un film del 1987 diretto da Bruno Mattei e Claudio Fragasso. Ha avuto un sequel, Trappola diabolica.

## Trama
Michael Ransom è un soldato speciale che appartiene al gruppo "Strike Commando", una pattuglia di élite al comando di un maggiore americano inviata in Vietnam. Il commando deve far esplodere un ponte; il Pentagono ha inviato il colonnello Radek per assistere all'operazione. Ma un errore di Radek causa l'esplosione del ponte prima del previsto. Gli uomini del commando vengono investiti dall'esplosione. Ransom è tratto in salvo da un gruppo di vietnamiti, insieme ai quali, nel tentativo di fare ritorno dagli americani, cade in un'imboscata dei Vietcong. Riuscito a salvarsi, viene rispedito da Radek al villaggio dei vietnamiti. Michael trova il villaggio distrutto dai russi, viene catturato e torturato. Riuscito a liberarsi, scopre che Radek è una spia al servizio dei russi. Radek però riesce a sfuggire. Dieci anni più tardi, a Manila, Michael trova Radek in una centrale di spionaggio: egli fa la strage eliminando definitivamente sia Radek che il capo dei russi Jakoda.

## Produzione
Creato da Claudio Fragasso e Bruno Mattei e diretto da entrambi, Strike Commando è stato girato nelle Filippine per ammortizzare i costi di produzione. Il film, chiaro riferimento ad Apocalypse Now, è stato distribuito negli USA nel novembre 1987.

## Censura
In Italia il film è stato vietato ai minori di 14 anni. In Islanda il film è vietato ai minori di 16 anni. In America il film può essere visto da ragazzi maggiori di 13 anni con l'accompagnamento dei genitori. In Finlandia la visione è vietata ai minori di 16 anni, mentre in Norvegia è vietata ai minori di 18 anni.

## Collegamenti ad altre pellicole
- La maggior parte della trama è plasmata su quella di Rambo 2 - La vendetta; negli stessi personaggi possiamo rintracciare anacronismi comuni (ad esempio nel colonnello Radek o nel Maggiore di Ransom);
- La scena in cui Ransom si sveglia nel villaggio indigeno, riprende una celebre scena di Mad Max oltre la sfera del tuono
- L'intero personaggio di Ransom è strutturato sui personaggi interpretati dall'attore Dolph Lundgren
- Molte delle scene di arti marziali sono simili, e persino condivisibili con quelle interpretate da Chuck Norris in Rombo di tuono